# مواد طبية

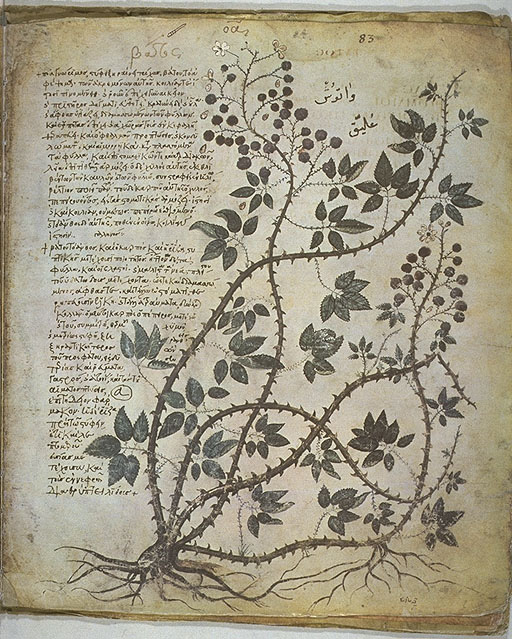
صفحة من القرن السادس ديوسكوريدس فيينا، نسخة مضيئة من كتاب دي ماتيريا ميديكا من القرن الأول

مواد طبية (بالإنجليزية: Materia medica)‏ هو مصطلح لاتيني من تاريخ الصيدلة لمجموعة المعرفة المجمّعة حول الخصائص العلاجية لأي مادة تستخدم للشفاء (مثل الأدوية). المصطلح مشتق من عنوان عمل الطبيب اليوناني القديم بيدانيوس ديوسقوريدس في القرن الأول الميلادي. صفحة من القرن السادس ديوسكوريدس فيينا، نسخة مضيئة من كتاب دي ماتيريا ميديكا من القرن الأول تم استخدام مصطلح المواد الطبية من فترة الإمبراطورية الرومانية حتى القرن العشرين، ولكن أستُبدل الآن بشكل عام في سياقات التعليم الطبي بمصطلح علم الصيدلة. هذا المصطلح موجود تحت عنوان "المواد غير الطبية" في المجلة الطبية البريطانية.

## الحضارات القديمة

### مصر القديمة
أقدم كتابة معروفة عن الطب كانت بردية مصرية مكونة من 110 صفحات. ومن المفترض أن "تحوت" كتبها في حوالي عام 16 قبل الميلاد. بردية إيبرس هي كتاب وصفات قديم يعود تاريخه إلى حوالي عام 1552 قبل الميلاد يحتوي على مزيج من السحر والطب مع أدعية لطرد المرض وفهرس للنباتات المفيدة والمعادن والتمائم السحرية والتعاويذ. أشهر طبيب مصري كان إمحوتب، الذي عاش في ممفيس حوالي عام 2500 قبل الميلاد و تتكون المواد الطبية لإمحوتب من إجراءات علاج إصابات الرأس والجذع، ورعاية الجروح، والوقاية من العدوى وعلاجها، بالإضافة إلى مبادئ الصحة المتقدمة.

### الهند القديمة
في الهند، الأيورفيدا هو الطب التقليدي الذي يركز على العلاجات النباتية والصحة والتوازن في حالة الجسم. تضّمنت المواد الطبية الهندية المَعرفة بالنباتات التي تنمو في كل المواسم، وطرق تخزين المواد المحصودة ومدة صلاحيتها. كما تضمّنت توجيهات لصنع العصير من الخضار، والمساحيق المجففة من الأعشاب، والنقيع البارد والمستخلصات.

### الصين القديمة
تم تجميع أول دليل صيني للمواد الطبية، شينونج بينكاو جينغ (كلاسيكيات إمبراطور شينونج للمواد الطبية)، في القرن الأول الميلادي خلال أسرة هان، المنسوب إلى شينونج الأسطوري. ويبلغ عدد الأدوية حوالي 365 دواءً، منها 252 أعشابًا. تضمنت الأدبيات السابقة قوائم وصفات طبية لأمراض محددة، تتمثل في وصفات لاثنين وخمسين مرضًا وجدت في مقبرة موانغدوي، والتي تم إغلاقها في عام 168 قبل الميلاد. قامت الأجيال المتعاقبة بتعزيز شينونج بينكاو جينغ، كما هو الحال في ياوشينغ لون (دراسة عن طبيعة الأعشاب الطبية)، وهي أطروحة من القرن السابع لأسرة تانغ عن طب الأعشاب.

## اليونان القديمة

### أبقراط
وفي اليونان، كان أبقراط (ولد عام 460 قبل الميلاد) فيلسوفًا عُرف فيما بعد باسم أبو الطب. أسّس مدرسة للطب ركّزت على علاج أسباب المرض بدلاً من أعراضه. كان المرض تمليه القوانين الطبيعية، وبالتالي يمكن علاجه من خلال المراقبة الدقيقة للأعراض. تناقش أطروحاته: الأمثال والتكهنات، 265 عقارًا، وأهمية النظام الغذائي والعلاجات الخارجية للأمراض.

#### ثيوفراستوس
كان ثيوفراستوس (390-280 قبل الميلاد) تلميذًا لأرسطو وفيلسوفًا للتاريخ الطبيعي، ويعتبره المؤرخون أبو علم النبات. وكتب أطروحة بعنوان هيستوريا بلانتاريوم حوالي 300 قبل الميلاد. كانت هذه أول محاولة لتنظيم وتصنيف النباتات وتقاليدها ومورفولوجيا النبات في اليونان. وقد زوّد الأطباء بتصنيف تقريبي للنباتات وتفاصيل عن الأعشاب الطبية والخلطات العشبية.

### جالينوس
كان جالينوس فيلسوفًا وطبيبًا وصيدليًا وكاتبًا طبيًا غزير الإنتاج. قام بتجميع سجل شامل للمَعرفة الطبية في عصره وأضاف ملاحظاته الخاصة. لقد كتب عن تركيب الأعضاء، ولكن ليس عن استخداماتها: النبض وارتباطه بالتنفس، الشرايين وحركة الدم، واستخدامات الترياق. "في أطروحات مثل عن الترياك إلى بيزو ، وعن الترياك إلى بامفيليوس ، وعن الترياق ، حدد جالينوس الترياق على أنه مركب مكون من أربعة وستين مكونًا، قادر على علاج أي مرض معروف". أعيد اكتشاف أعماله في القرن الخامس عشر، وأصبح مَرجعًا في الطب والشفاء خلال القرنين التاليين. وكان طبه يعتمد على تنظيم الأخلاط الأربعة (الدم، والبلغم، والصفراء السوداء، والصفراء) وخصائصها (الرطب، واليابس، والساخن، والبارد).

### ديوسقوريدس

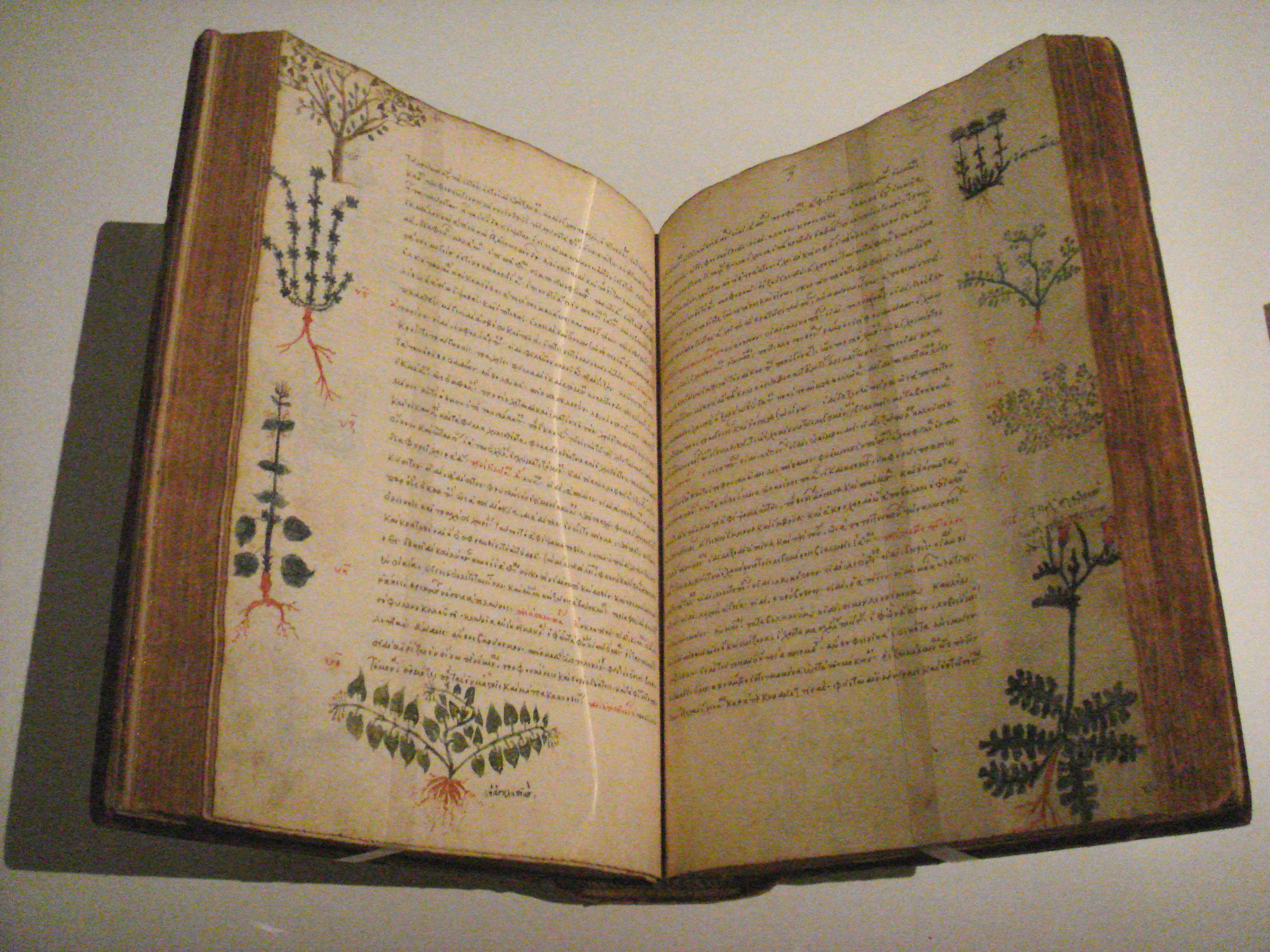
ديسقورديس, المواد الطبية, بيزنطة, في القرن الخامس عشر.

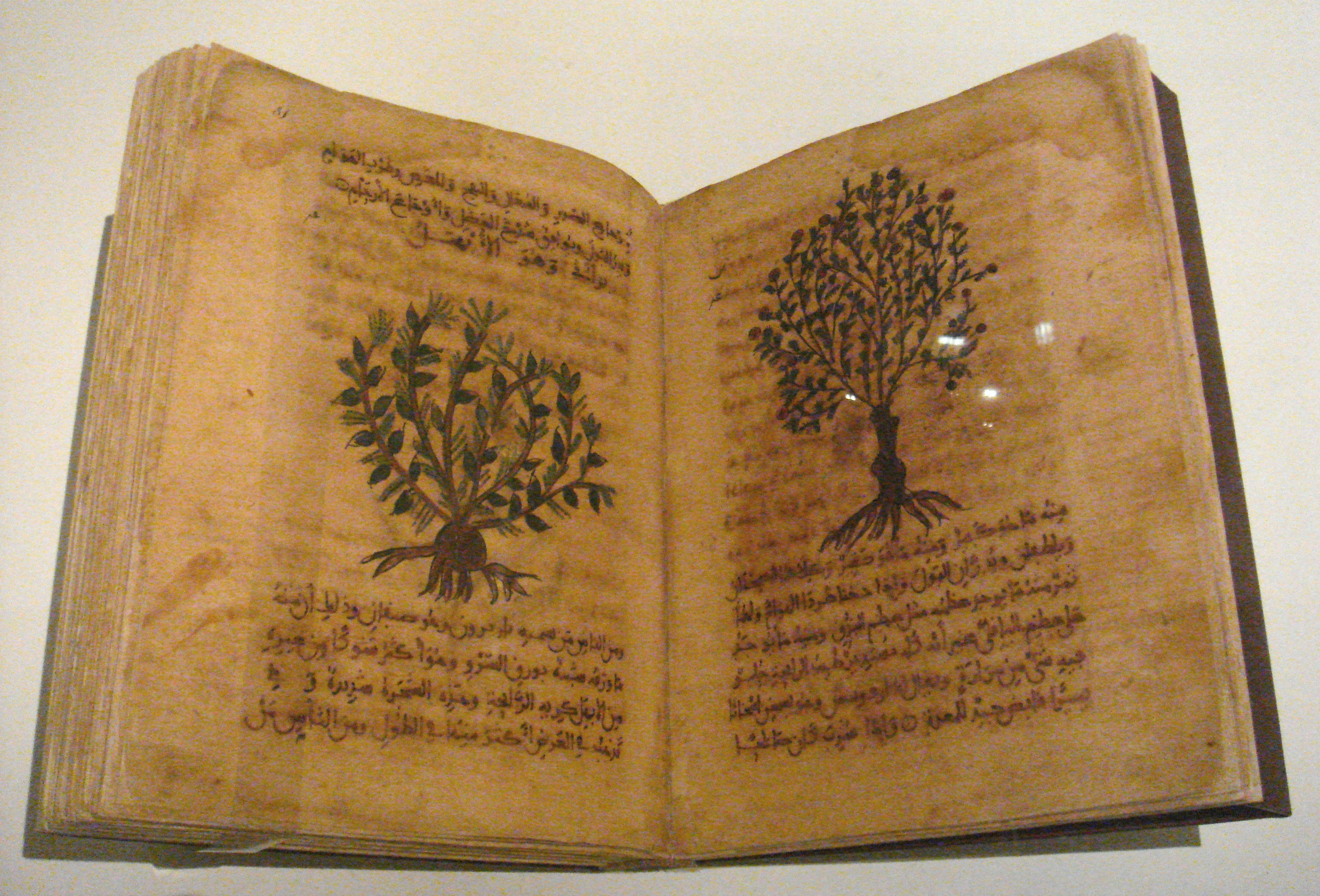
ديوسقوريدس في المواد الطبية في العربية، إسبانيا، القرن الثاني عشر-الثالث عشر

كتب الطبيب اليوناني بيدانيوس ديوسقوريدس، من أنزاربوس في آسيا الصغرى، أطروحة من خمسة مجلدات تتعلق بالمسائل الطبية، بعنوان Περὶ ὕlectης ἰατρικῆς باللغة اليونانية أو De materia medica باللاتينية. غطى هذا التعليق الشهير حوالي 600 نبتة إلى جانب المنتجات الحيوانية والمعدنية المفيدة علاجيًا. وقد وثق آثار الأدوية المصنوعة من هذه المواد على المرضى. كان دي ماتيريا ميديكا أول دستور أدوية واسع النطاق، بما في ذلك حوالي ألف دواء من المنتجات الطبيعية (معظمها نباتي)، و4740 استخدامًا طبيًا للأدوية، و360 خاصية طبية (مثل المطهر، ومضاد الالتهاب، والمنشط ). تمت ترجمة الكتاب بشكل كبير، وصور بعض الأعمال الرمزية للأطباء والأعشاب. إحدى هذه الصفحات هي "الطبيب يُعد الإكسير".
تستخدم أوصاف نباتات ديوسقوريدس تصنيفًا أوليًا، على الرغم من أنه لا يمكن القول إنه استخدم التصنيف النباتي. يصف الكتاب الأول استخدامات الزيوت العطرية، والمراهم، والأدوية الموضوعية، والأشجار والشجيرات، والفواكه اللحمية، حتى لو لم تكن عطرية. وتضمن الكتاب الثاني استخدامات الحيوانات، وأجزاء الحيوانات، والمنتجات الحيوانية، والحبوب، والبقوليات، والملحسية، والصليبية، وأعشاب الحديقة الأخرى. أما الكتاب الثالث فقد تناول بالتفصيل خصائص الجذور والعصائر والأعشاب والبذور المستخدمة في الغذاء أو الدواء. استمر الكتاب الرابع في وصف استخدامات الجذور والأعشاب، وتحديدًا النباتات الطبية المخدرة والسامة. أما الكتاب الخامس فقد تناول الاستخدامات الطبية للنبيذ والخامات المعدنية. وهو مقدمة لجميع دساتير الأدوية الحديثة، ويعتبر أحد أكثر كتب الأعشاب تأثيرًا في التاريخ. وبقي قيد الاستخدام حتى حوالي عام 1600 م.

## العصور الوسطى

### الإسلامية
كان ابن سينا (980-1037 م) فيلسوفًا وطبيبًا وعالمًا إسلاميًا فارسيًا. ألّف حوالي 40 كتابا في الطب. أشهر كتابين له هما "قانون الطب" و "كتاب الشفاء"، اللذين كانا يستخدمان في جامعات العصور الوسطى ككتب مدرسية طبية. لقد فعل الكثير لنشر العلاقة بين الطب اليوناني والعربي، حيث ترجم أعمال أبقراط وأرسطو وجالينوس إلى اللغة العربية. وشدّد ابن سينا على أهمية النظام الغذائي وممارسة الرياضة والنظافة. كما كان أول من وصف العدوى الطفيلية، واستخدم البول لأغراض التشخيص، وأثنى الأطباء عن ممارسة الجراحة لأنها كانت بدائية ويدوية للغاية.

### الأوروبية
في أوروبا في العصور الوسطى، تمت زراعة الأعشاب والنباتات الطبية في حدائق الأديرة والراهبات بدءًا من القرن الثامن تقريبًا. أصدر شارلمان أوامره بزراعة مجموعة النباتات الطبية بشكل منهجي في حديقته الملكية. وكانت هذه الحديقة الملكية سابقة مهمة للحدائق النباتية والحدائق الفيزيائية التي تم إنشاؤها في القرن السادس عشر. وكانت أيضًا بداية دراسة علم النبات كنظام منفصل. وفي حوالي القرن الثاني عشر، بدأ تدريس الطب والصيدلة في الجامعات.
شبتاي بن أبراهام، المعروف باسم شبتاي دونولو، (913 - 982 تقريبًا) كان يهوديًا إيطاليًا من القرن العاشر ومؤلف نص عبري مبكر بعنوان "أنتيدوتاريوم". وكان يتألف من وصف تفصيلي للأدوية وعلاجات طبية وطرق عملية لتحضير الدواء من الجذور. لقد كان معجمًا حقيقيًا للأعشاب والأدوية المستخدمة خلال فترة العصور الوسطى. سافر دونولو على نطاق واسع وجمع المعلومات من المصادر العربية واليونانية والرومانية.
في أوائل وأعلى العصور الوسطى تم نفي المسيحيين النساطرة بسبب آرائهم الهرطقية التي حملوها إلى آسيا الصغرى. تمت ترجمة النص اليوناني إلى السريانية عندما فرّ العلماء اليونانيون الوثنيون شرقًا بعد غزو قسطنطين لبيزنطة، وقام ستيفانوس (ابن باسيليوس، وهو مسيحي يعيش في بغداد في عهد الخليفة المتوكلي) بترجمة عربية لكتاب De Materia Medica من اليونانية في عام 854. في عام 948، أرسل الإمبراطور البيزنطي رومانوس الثاني، الابن والوصي المشارك لقسطنطين بورفيروجنيتوس، مخطوطة يونانية مصورة بشكل جميل من دي ماتيريا ميديكا إلى الخليفة الإسباني عبد الرحمن الثالث. وفي عام 1250، قام العالم السرياني بار هيبرايوس بإعداد نسخة سريانية مصورة تُرجمت إلى العربية.

## العصر الحديث
ألهم ماتيوس سيلفاتيكوس، وابن سينا، وجالينوس، وديوسقوريدس، وبلاتاريوس، وسيرابيو ظهور ثلاثة أعمال رئيسية مطبوعة في ماينز: في عام 1484 المعشبة، وفي العام التالي حديقة الصحة، وفي عام 1491 صعود الصحة. تحتوي الأعمال على 16 و242 و570 إشارة إلى ديوسقوريدس على التوالي.
أول ظهور لديسقوريدس ككتاب مطبوع كان ترجمة لاتينية طبعت في كولي، إيطاليا بواسطة يوهانيم أليمانون دي مدمبليك عام 1478. ظهرت النسخة اليونانية عام 1499 على يد مانوتيوس في البندقية.
كانت الكتب الأكثر فائدة في علم النبات والصيدلة والطب التي يستخدمها الطلاب والعلماء عبارة عن تعليقات مكملة على ديوسقوريدس، بما في ذلك أعمال فوكس وأنجيلارا وماتيولي ومارانتا وتشيسالبينو ودودوينس وفابيوس كولومنا وجاسبارد ويوهان باوهين ودي فيلانويفا/سيرفيتوس. في العديد من هذه الإصدارات، تتجاوز الشروح والتعليقات نص الديوسقوريديان وتحتوي على الكثير من علم النبات الجديد. لم تكن المطابع تطبع المواد الطبية الأصلية فحسب، بل كانت تستعين بخبراء في المجال الطبي والنباتي لتقديم النقد والتعليقات التي من شأنها رفع مكانة المطابع والعمل.
نسخ معظم هؤلاء المؤلفين بعضهم البعض، من الأعمال السابقة. وكان من الطبيعي إضافة تعليقات وهوامش سابقة لجعل النص يبدو أكثر ثراءً أو شمولاً.
كان هناك العديد من أعمال "المواد الطبية" التي تمت الإشارة إليها على أنها مجهول أ، ب، ج، د بواسطة الخبير في ديوسقوريدس في المواد الطبية البروفيسور جون إم ريدل. يتعلق مجهول أ بالمؤلفين في ترجمات الكتابة اليدوية. أثبت ريدل أن مجهول ج هو برويرينوس شامبير.
في عام 1789، نشر ويليام كولين مجلدين بعنوان "رسالة في المواد الطبية"، والذي حظي بتقدير كبير من قبل ممارسي الطب الآخرين في جميع أنحاء أوروبا.

### إرمولاو باربارو
نُشر عمل الطبيب والإنساني الإيطالي إرمولاو باربارو عام 1516، بعد 23 عامًا من وفاته. كتب بوليزيانو إلى إرمالاو باربارو، يرسل فيه مخطوطة لعالم الصيدلة بيدانيوس ديوسقوريدس من القرن الأول، ويطلب منه إعادتها "مشروحة بخط يدك المثقفة، مما يضفي على المجلد قيمة وسلطة إضافية". كان باربارو أستاذًا بـجامعة بادوا عام 1477 وقام بترجمة العديد من النصوص من اليونانية إلى اللاتينية. لقد سعى إلى تجنب الأخطاء من خلال جمع أكبر عدد ممكن من المخطوطات للتحقق من النصوص. ادّعى أنه صحح 5000 خطأ بين طبعتين من تاريخ بليني الأكبر الطبيع ، ووجده عملاً مشابهًا جدًا لـ "المواد الطبية"، والذي استخدم فيه نسختين على الأقل أيضًا.
احتلت نتيجة جهود باربارو ما لا يقل عن 58 صفحة مطبوعة في ثلاثة أعمدة يضم كل منها حوالي 50 مدخلاً. يوفر العمل مفتاحًا لأكثر من 9000 عنصر، وكانت جميع المراجع إلى الصفحات. كانت هذه أول ترجمة لاتينية مشروحة لكتاب ديوسقوريدس
" المواد الطبية"، وهكذا أصبح باربارو أول مترجمي ديوسقوريدس في عصر النهضة، وهي الممارسة التي شهدت عصرها الذهبي في القرن السادس عشر. تم تصحيح عمل باربارو لاحقًا بواسطة جيوفاني باتيستا.

### جان رويل
كان جان رويل عميد كلية الطب وطبيب الملك فرانسيس الأول ملك فرنسا. لقد أتقن الترجمة اللاتينية لكتاب "المواد الطبية" مباشرة من طبعة " برينسيبس ". وحاول تطوير ترجمة تَجمع بين فقه اللغة وعلم النبات والطب. أصبح هذا العمل الذي طبعه هنري إستيان/ستيفانو عام 1516 شائعًا للغاية، حيث صدر منه 20 طبعة خلال القرن السادس عشر. نشر طبعات حتى عام 1537، طبعها سيمون دي كولينز.
من هذه النقطة، كانت اللاتينية هي اللغة المفضلة لتقديم كتاب دي ماتيريا ميديكا، وأصبحت إصدارات رويل الأساس الذي سيبدأ من خلاله العديد من المؤلفين المهمين الآخرين في إنشاء كتاب "المواد الطبية" الخاص بهم. كان رويل أيضًا مدرسًا لاثنين من مؤلفي "المواد الطبية" العظماء: ميشيل دي فيلنوف وأندريس لاجونا.

### برويرينوس
كان برويرينوس شامبير ابن شقيق سيمفوريان شامبير ، وطبيب هنري الثاني ملك فرنسا. وكان مستعرباً، وترجم أعمال ابن سينا. في عام 1550، نشر كتابه الأول عن المواد الطبية، الذي طبعه بالتازار أرنوليت في ليون. كان لهذا العمل طبعة ثانية عام 1552 طبعها أرنوليت في ليون وفيين. تم توضيح كلا العملين بأشكال لفوكس، ولكن في هذه الطبعة الأخيرة كان هناك أيضًا 30 نقشًا خشبيًا لعالم النبات والطبيب جاكوب داليشامب. ويبدو أن سبب استخدامه للأحرف الأولى من اسمه HBP وليس اسمه الكامل في العمل، من الممكن أنه قام عملياً بنسخ تعليقات ماتيولي.

### مايكل سيرفيتوس

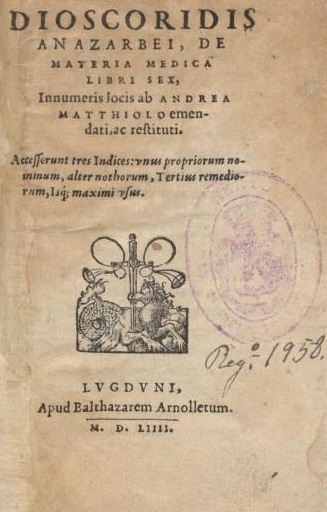
أحد الأغلفة الأربعة (أرنوليت) لطبعة "تحية طابعات ليون لميشيل دي فيلنوف" من المواد الطبية. بقلم ميشيل دي فيلنوف وبييترو أندريا ماتيولي، طبعه بالتازار أرنوليت عام 1554، في ليون.

وفقًا للباحث الإسباني غونزاليس إتشيفيريا  في العديد من الاتصالات في ISHM، فإن جون إم ريدل المجهول ب (في المواد الطبية عام 1543) سيكون مايكل سيرفيتوس، وأن المجهول د ( في المواد الطبية لعام 1554 لماتيولي بالإضافة إلى التعليقات غير الموقعة) هما معلقان، سيرفيتوس وماتيو، وهما آخر من تم تعيينه لتحرير طبعة " تحية طابعات ليون لميشيل دي فيلنوف". نشر مايكل سيرفيتوس، مستخدمًا اسم "ميشيل دي فيلنوف"، والذي صدر بحقه أول حكم بالإعدام من جامعة باريس، كتابًا مجهولًا بعنوان ديوسقوريدس-في المواد الطبية في عام 1543، طبعه جان وفرانسوا فريلون في ليون. يحتوي على 277 هامشًا و20 تعليقًا على "في المواد الطبية" لجان رويل. وفقًا لغونزاليس إتشيفيريا، فإن الارتباط بـدستور الأدوية المجهول الذي نشره "ميشيل دي فيلنوف" في نفس العام، كان من المفترض أن يكون وحدة واحدة، وهو أمر نموذجي عندما يتعلق الأمر بـ "المواد الطبية-فارماكوبويا". كان لهذا العمل ست طبعات لاحقة، في عامي 1546 و1547 لجان فريلون الذي اعتبر مايكل دي فيلنوف "صديقه وأخيه"، وأخرى عام 1547 لتيبو باين، وما إلى ذلك.
هناك كتاب آخر عن مادة طبية يحتوي على تعليقات  على طبعة رويل لعام 1537، والتي طبعها سيمون دي كولينز. يحتوي هذا العمل على مئات المخطوطات الهوامش، كلها في 420 صفحة من أصل 480 صفحة. وقد أثبت الباحث غونزاليس إيتشيفيريا في ISHM  بدراسة بيانية وتاريخية ولغوية أن هذه المهمة قام بها ميشيل دي فيلنوف. كما أظهر أيضًا أن هذه الوثيقة كتبت بنفس اليد التي كتبت  "مخطوطة باريس" الشهيرة، وهو عمل أيضًا لميشيل دي فيلنوف، يتكون من مسودة لكتابه "استعادة المسيحية". "مخطوطة كومبلوتنسي " ليست مجرد اتحاد لأفكار الأعمال السابقة لميشيل دي فيلنوف، نسبة سيروبوم، وما إلى ذلك، ولكن أيضًا من الأعمال اللاحقة، الاستفسار،  المواد الطبية لعام 1543، بالمشاركة مع هذا الأخير بالعديد من التعليقات العشرين الكبيرة، على سبيل المثال.
وفقًا لهذه النظرية، في عام 1554، بعد تضحية مايكل دي فيلنوف/سيرفيتوس، قرر المحررون والطابعون الذين عملوا معه إعداد كتاب في المواد الطبية الجديد تكريمًا لزميلهم وصديقهم. اختفت جميع التعليقات التي يمكن أن تحدد هوية ميشيل دي فيلنوف باعتباره المؤلف، لكن الباقي منسوخ من عمله الذي صدر عام 1543. إنها طبعة غريبة للغاية لأنه توجد أربعة أنواع مختلفة من النسخ بأغلفة مختلفة، واحدة لكل محرر: جان فريلون، غيوم رويلي ، أنطوان فيسينت، وبالتازار أرنوليت، الذي كان أيضًا ناشر هذه الطبعة الفريدة في ليون. لتطوير عمل أكبر ولطمس علامة ميشيل دي فيلنوف، قاموا بتعيين خبير في المواد الطبية، بيترو أندريا ماتيولي.

### بيترو أندريا ماتيولي
كان بيترو أندريا ماتيولي عالم نبات وطبيبًا مشهورًا. نشر ترجمة لكتاب "المواد الطبية" إلى اللغة الإيطالية في عام 1544، وبعد عشر سنوات نشر عملاً باللاتينية يتضمن جميع نباتات الديوسقوريدس و562 رسمًا توضيحيًا خشبيًا. ظهرت عام 1554، وطبعها فيتشينزو فالجريسي في البندقية. قدم ماتيولي مساهمة هائلة في النص الأصلي لديوسقوريدس بيداني. أضاف ماتيولي في بعض الأقسام معلومات تجاوزت 15 ضعف طول النص الأصلي. وأدى ذلك إلى توسع كبير جدًا في العمل من حيث الجمال والمعلومات. تمت ترجمته لاحقًا إلى الألمانية والفرنسية والبوهيمية.
شغل ماتيولي منصبًا في البلاط الإمبراطوري كطبيب لفرديناند الثاني، أرشيدوق النمسا، والإمبراطور ماكسيميليان الثاني إمبراطورالإمبراطورية الرومانية المقدسة. وقد منحه هذا المنصب تأثيرًا هائلاً. كثيرًا ما اختبر تأثيرات النباتات السامة على السجناء من أجل نشر أعماله. وأكد أيضًا أن جان رويل قد أعلن عن بعض المعلومات في فصل الليكوبسيس من كتابه "المواد الطبية". هذا غير صحيح، ولكن لا يزال ماتيولي يستخدمه كسبب لمهاجمة رويل. لم يتسامح مع المنافسين ولا التصحيحات. وقد تعرض للهجوم علماء الطبيعة والأطباء الذين تجرأوا على الاختلاف معه، أو الذين صححوه. قائمة الشخصيات المهمة التي تم تحذيرها أو توبيخها أو ملاحقتها من قبل محاكم التفتيش تحتوي على ويلاند وأنغيلارا وجيسنر ولوسيتانوس وآخرين. أدى هذا إلى جعل إصدارات كتاب ماتيولي "المواد الطبية" منتشرة في كل مكان في جميع أنحاء القارة، وخاصة في شمال أوروبا.

### أندريس لاجونا
في عام 1554، نشر الطبيب أندريس لاجونا كتابه "شروحات عن ديوسكوريدس الأنزاربوسي "  الذي طبعه غيوم رويلي في ليون. كان لاجونا أول من ترجم كتاب "المواد الطبية" إلى اللغة القشتالية. ترجمته مأخوذة من إحدى الطبعات اللاتينية لجان رويل. كان يعتمد أيضًا على الفصول التي أخذها لاجونا من رويل عندما كان تلميذه في باريس. ويشير لاجونا إلى بعض ترجمات معلمه الخاطئة، ويضيف العديد من التعليقات التي تشكل أكثر من نصف العمل الإجمالي.
استكشف لاجونا  العديد من مناطق البحر الأبيض المتوسط وحصل على نتائج تتعلق بالعديد من الأعشاب الجديدة؛ كما أضاف هذه الوصفات والتعليقات إلى وصفات وتعاليم ديوسقوريدس بيدانيوس. ويشمل أيضًا بعض المنتجات الحيوانية والمعدنية ولكن فقط تلك المتعلقة بالأدوية البسيطة، أي المنتجات الحيوانية والمعدنية التي تكون دواءً أو أجزاء من مركّب طبي. لم يكن هذا عملاً مصورًا. في عام 1555 أعاد تحرير هذا العمل بالنقوش الخشبية. أعيد طبعه اثنتين وعشرين مرة بحلول نهاية القرن الثامن عشر. كتب لاجونا بشكل جيد للغاية، مع التوضيحات والتعليقات العملية. يشير إلى الحكايات، ويضيف تعليقات على النباتات، ويقدم مرادفاتها بلغات مختلفة، ويشرح استخداماتها في القرن السادس عشر. هذه الصفات وعدد النقوش الخشبية جعلت هذا العمل يحظى بشعبية كبيرة ويحظى بتقدير كبير في الطب بعد القرن السادس عشر. كان لديه مشاكل مع ماتيولي لاستخدامه بعض تعليقاته دون ذكره.
واجه لاجونا مشاكل مع محاكم التفتيش، تمامًا مثل ميشيل دي فيلنوف، وكلاهما كانا يهوديين، وهي حقيقة كان من الممكن أن تجعلهما يحدان من تعليقاتهما لتجنب المخاطر. ومع ذلك، فقد كان طبيب شارل الخامس والبابا يوليوس الثالث، وقد ساعد ذلك في ترسيخ عمله باعتباره الكلمة الأخيرة في المواد الطبية، وكأساس لعلم النبات الإسباني.

### فاليريوس كوردوس
مَرّ الطبيب فاليريوس كوردوس، ابن عالم النبات الشهير يوريسيوس كوردوس، بالعديد من الغابات والجبال واكتشف مئات الأعشاب الجديدة. ألقى محاضرات عن الديوسقوريدس في جامعة فيتنبرج حضرها خبراء من الجامعة. لم يكن لدى كوردوس أي نية لنشر أعماله. وبعد خمس سنوات من وفاته، تم نشر كتاب "المواد الطبية" مع التعليقات. وكان يحتوي على فهرس علم النبات، وهو العمل المتميز لوالده يوريسيوس، الذي طور تصنيفًا علميًا للنباتات. الصفحات التالية موجودة في تسميات جيسنر، وتربط المرادفات المختلفة المستخدمة للإشارة إلى نفس النباتات في عمل ديوسقوريدس.
تنتقل ملخصات محاضرات فاليريوس كوردوس من الصفحة 449 إلى الصفحة 553 كتعليقات. يتكون هذا القسم من شرح دقيق جدًا لتعاليم ديوسقوريدس مع مزيد من التفاصيل حول تنوع النباتات  والموائل، وتصحيحات الأخطاء. يشير كوردوس إلى ملاحظاته وملاحظات والده. تبرز الرسوم التوضيحية العشبية التي رسمها يوخاريوس روسلين  في هذا العمل، تليها 200 صورة من فوكس. يعد هذا العمل نموذجًا للوصف النباتي، ويعتبره الكثيرون الابتكار الأكثر جرأة الذي قام به أي عالم نبات في القرن السادس عشر.

### مارتن ماثي
نشر الطبيب الفرنسي مارتن ماثي في عام 1553 الترجمة الفرنسية لكتاب "المواد الطبية"، الذي طبعه بالتازار أرنوليت، في ليون. وقد منح هذا إمكانية وصول أكبر لطلاب الطب إلى التعاليم.
أعيد طبع النسخة اليونانية في 1518، 1523 و1529، وأعيد طبعها في 1518، 1523 و1529. بين عامي 1555 و1752 كان هناك ما لا يقل عن 12 طبعة إسبانية، ومثل هذا العدد باللغة الإيطالية من عام 1542. ظهرت الطبعات الفرنسية منذ عام 1553، والطبعات الألمانية من عام 1546.

## "مادة غير طبية"
بقيت العبارة القديمة في شكل معدل في عمود "مادة غير طبية" في المجلة الطبية البريطانية، وهو العنوان الذي يشير إلى المواد غير الطبية التي يرغب الأطباء في الإبلاغ عنها من رحلاتهم وتجاربهم الأخرى. على سبيل المثال، في يونيو 1977، احتوت المجلة على تقارير بعنوان "المواد غير الطبية" في معرض وايت تشابل للفنون أقامه طبيب من لندن، وصنع أعواد الثقاب يدويًا في قرية هندية بواسطة ممارس عام تبشيري، ورحلة بحرية إلى جامايكا. بواسطة محاضر في الطب بجامعة جزر الهند الغربية.

## أنظر أيضا
- عشبي
- المواد الطبية المثلية
- حديقة فيزيائية

## روابط خارجية
- أبحاث مايكل سيرفيتوس – موقع يحتوي على دراسة رسومية عن كتابي Materia Medica ومخطوطة Complutense لسيرفيتوس
- إصدارات كاملة من العديد من المواد الطبية لوليام بوريكي، وبي مور، وجيمس تايلر كينت، وجون هنري كلارك، وهنري سي. ألين، وسيروس ماكسويل بوجر، وأدولف زور ليبي
- دليل المواد الطبية حوالي عام 1830 في مركز أبحاث المجموعات الخاصة بجامعة شيكاغو